# Wladimir Jaschtschenko
Wladimir Iljitsch Jaschtschenko (russisch Владимир Ильич Ященко, ukrainisch Wolodymyr Illitsch Jaschtschenko/Володимир Ілліч Ященко; * 12. Januar 1959 in Saporischschja, Ukrainische SSR; † 30. November 1999 ebenda) war ein ukrainischer Hochspringer, der für die Sowjetunion antrat. Der 1,93 Meter große und in seiner Wettkampfzeit 84 Kilogramm schwere Athlet sprang als Jugendlicher Weltrekord und wurde Europameister.
1976 war Jaschtschenko 2,22 Meter gesprungen und belegte damit Rang 22 der Jahresweltbestenliste. Am 3. Juli 1977 sprang er beim Juniorenländerkampf USA gegen UdSSR in Richmond zuerst mit 2,27 Meter Juniorenweltrekord, dann mit 2,31 Meter Europarekord und schließlich mit 2,33 Meter Weltrekord. Er verbesserte die Bestleistung von Dwight Stones aus dem Vorjahr um einen Zentimeter. Kurz darauf wurde er in Donezk mit 2,30 Meter Junioreneuropameister.
Am 12. März 1978 bei den Halleneuropameisterschaften in Mailand verbesserte er mit 2,33 Meter und 2,35 Meter gleich zweifach den Hallenweltrekord. Er siegte vor Rolf Beilschmidt aus der DDR, der 2,29 übersprungen hatte. Dies war der letzte große internationale Wettbewerb, in dem sich gleich zwei Straddle-Springer vor den Interpreten des Fosbury-Flops platzieren konnten.
Am 16. Juni 1978 verbesserte Jaschtschenko in Tiflis den Weltrekord auf 2,34 Meter. Bei den Europameisterschaften siegte Jaschtschenko mit 2,30 Meter vor dem Flop-Springer Aljaksandr Hryhorjeu, ebenfalls UdSSR, und Rolf Beilschmidt. Im selben Jahr wurde er zu Europas Sportler des Jahres gewählt.
Kurz nach seinem 20. Geburtstag verteidigte Jaschtschenko in Wien seinen Halleneuropameistertitel mit 2,26 Meter vor seinem Mannschaftskollegen Gennadi Belkow und dem Deutschen Andre Schneider-Laub. Zwei Wochen nach den Halleneuropameisterschaften sprang Jaschtschenko in Fort Worth in der Halle über 2,29 Meter.
Nach der Hallensaison 1979 ließ sich Jaschtschenko am Knie seines Sprungbeins operieren. Dies leitete eine lange Serie von Operationen ein, von denen er sich nie erholte. 1983 sprang er noch einmal 2,10 Meter. Danach geriet der letzte Hochsprungweltrekordler im Straddle-Stil in Vergessenheit. 1999 starb er im Alter von 40 Jahren nach langjähriger Alkoholkrankheit an Leberzirrhose.